# Ciclismo nos Jogos Olímpicos de Verão de 2012 - Perseguição por equipes masculino

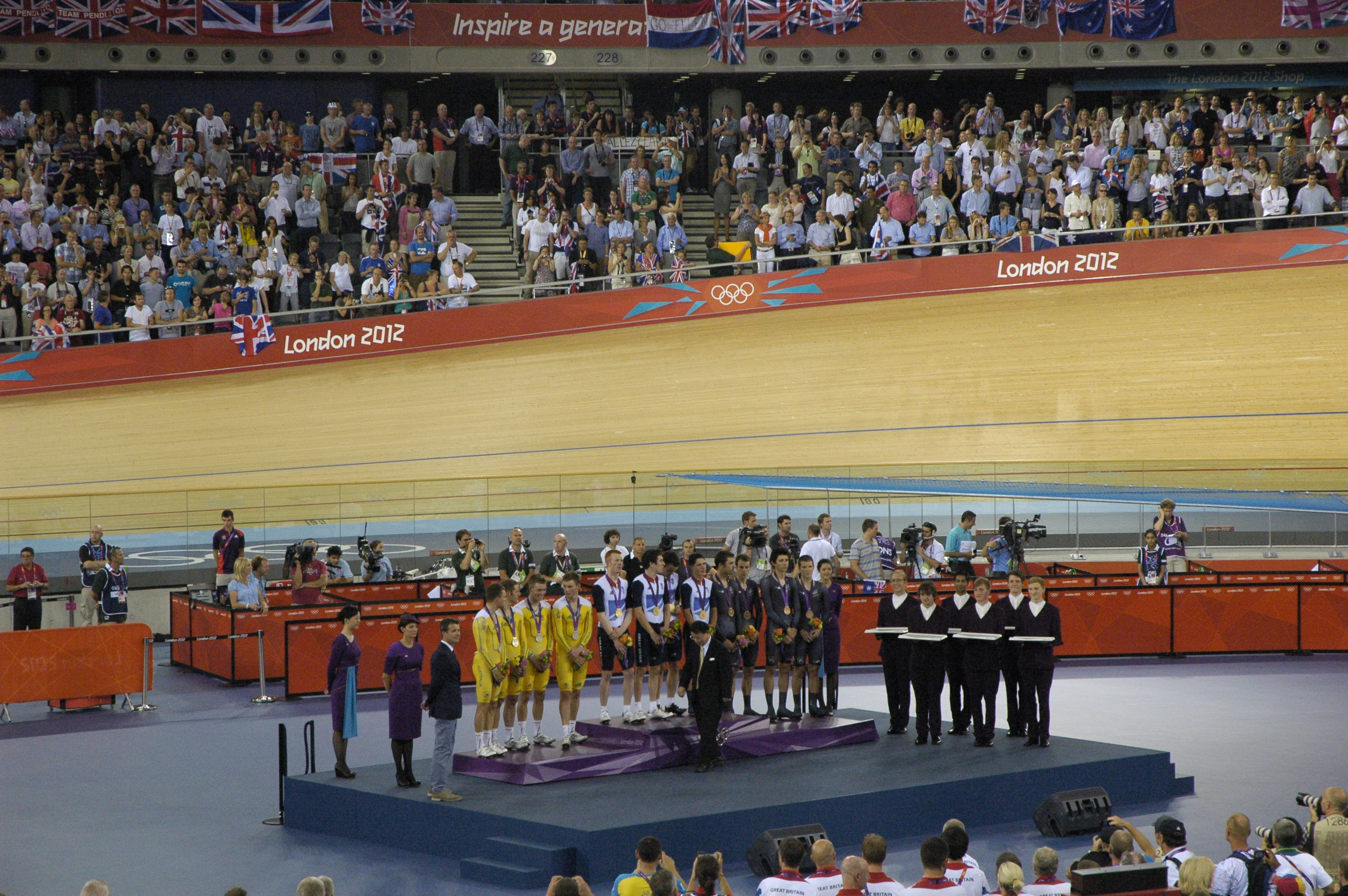
Pódio da prova de perseguição por equipes masculino.

A prova de perseguição por equipes masculino do ciclismo nos Jogos Olímpicos de Verão de 2012 foi realizada nos dias 2 e 3 de agosto no Velódromo de Londres.
A medalha de ouro foi conquistada pela equipe da Grã-Bretanha composta por Ed Clancy, Geraint Thomas, Steven Burke e Peter Kennaugh, com tempo de recorde mundial. A Austrália levou a medalha de prata e Nova Zelândia ganhou o bronze.

## Calendário
Horário local (UTC+1)
| Dia         | Horário | Fase          |
| ----------- | ------- | ------------- |
| 2 de agosto | 16:42   | Qualificação  |
| 3 de agosto | 16:18   | Primeira fase |
| 3 de agosto | 17:59   | Final         |

## Medalhistas
|  | GBR Grã-Bretanha                                     |  | AUS Austrália                                           |  | NZL Nova Zelândia                                           |
|  | Ed Clancy Geraint Thomas Steven Burke Peter Kennaugh |  | Jack Bobridge Glenn O'Shea Rohan Dennis Michael Hepburn |  | Sam Bewley Aaron Gate Marc Ryan Jesse Sergent Westley Gough |

## Resultados

### Qualificação
As oito melhores equipes avançaram para a primeira fase.
| Pos. | CON               | Ciclistas                                                           | Resultado | Notas |
| ---- | ----------------- | ------------------------------------------------------------------- | --------- | ----- |
| 1    | GBR Grã-Bretanha  | Ed Clancy Geraint Thomas Steven Burke Peter Kennaugh                | 3:52.499  | Q,    |
| 2    | AUS Austrália     | Jack Bobridge Glenn O'Shea Rohan Dennis Michael Hepburn             | 3:55.694  | Q     |
| 3    | NZL Nova Zelândia | Sam Bewley Westley Gough Marc Ryan Jesse Sergent                    | 3:57.607  | Q     |
| 4    | DEN Dinamarca     | Lasse Norman Hansen Michael Mørkøv Rasmus Quaade Casper von Folsach | 3:58.298  | Q     |
| 5    | RUS Rússia        | Evgeny Kovalev Ivan Kovalev Alexei Markov Alexander Serov           | 3:59.264  | Q     |
| 6    | ESP Espanha       | Pablo Bernal Sebastián Mora David Muntaner Albert Torres            | 4:02.113  | Q     |
| 7    | COL Colômbia      | Juan Arango Edwin Ávila Arles Castro Weimar Roldán                  | 4:03.712  | Q     |
| 8    | NED Países Baixos | Levi Heimans Jenning Huizenga Wim Stroetinga Tim Veldt              | 4:03.818  | Q     |
| 9    | BEL Bélgica       | Gijs van Hoecke Dominique Cornu Jonathan Dufrasne Kenny De Ketele   | 4:04.053  |       |
| 10   | KOR Coreia do Sul | Choi Seung-Woo Jang Sun-Jae Park Keon-Woo Park Seon-Ho              | 4:07.210  |       |

### Primeira fase
As duas melhores equipes avançaram para a disputa da medalha de ouro e as equipes que finalizaram em terceiro e quarto lugar para a disputa do bronze.
| Pos. | Bateria | CON               | Ciclistas                                                           | Resultado | Notas |
| ---- | ------- | ----------------- | ------------------------------------------------------------------- | --------- | ----- |
| 1    | 4       | GBR Grã-Bretanha  | Ed Clancy Geraint Thomas Steven Burke Peter Kennaugh                | 3:52.743  |       |
| 2    | 3       | AUS Austrália     | Jack Bobridge Glenn O'Shea Rohan Dennis Michael Hepburn             | 3:54.317  |       |
| 3    | 3       | NZL Nova Zelândia | Sam Bewley Marc Ryan Jesse Sergent Aaron Gate                       | 3:56.442  |       |
| 4    | 2       | RUS Rússia        | Evgeny Kovalev Ivan Kovalev Alexei Markov Alexander Serov           | 3:57.237  |       |
| 5    | 4       | DEN Dinamarca     | Lasse Norman Hansen Michael Mørkøv Rasmus Quaade Casper von Folsach | 3:57.396  |       |
| 6    | 1       | ESP Espanha       | Eloy Teruel Sebastián Mora David Muntaner Albert Torres             | 3:59.520  |       |
| 7    | 2       | NED Países Baixos | Levi Heimans Jenning Huizenga Wim Stroetinga Tim Veldt              | 4:04.029  |       |
| 8    | 1       | COL Colômbia      | Edwin Ávila Arles Castro Kevin Ríos Weimar Roldán                   | 4:05.485  |       |

### Finais

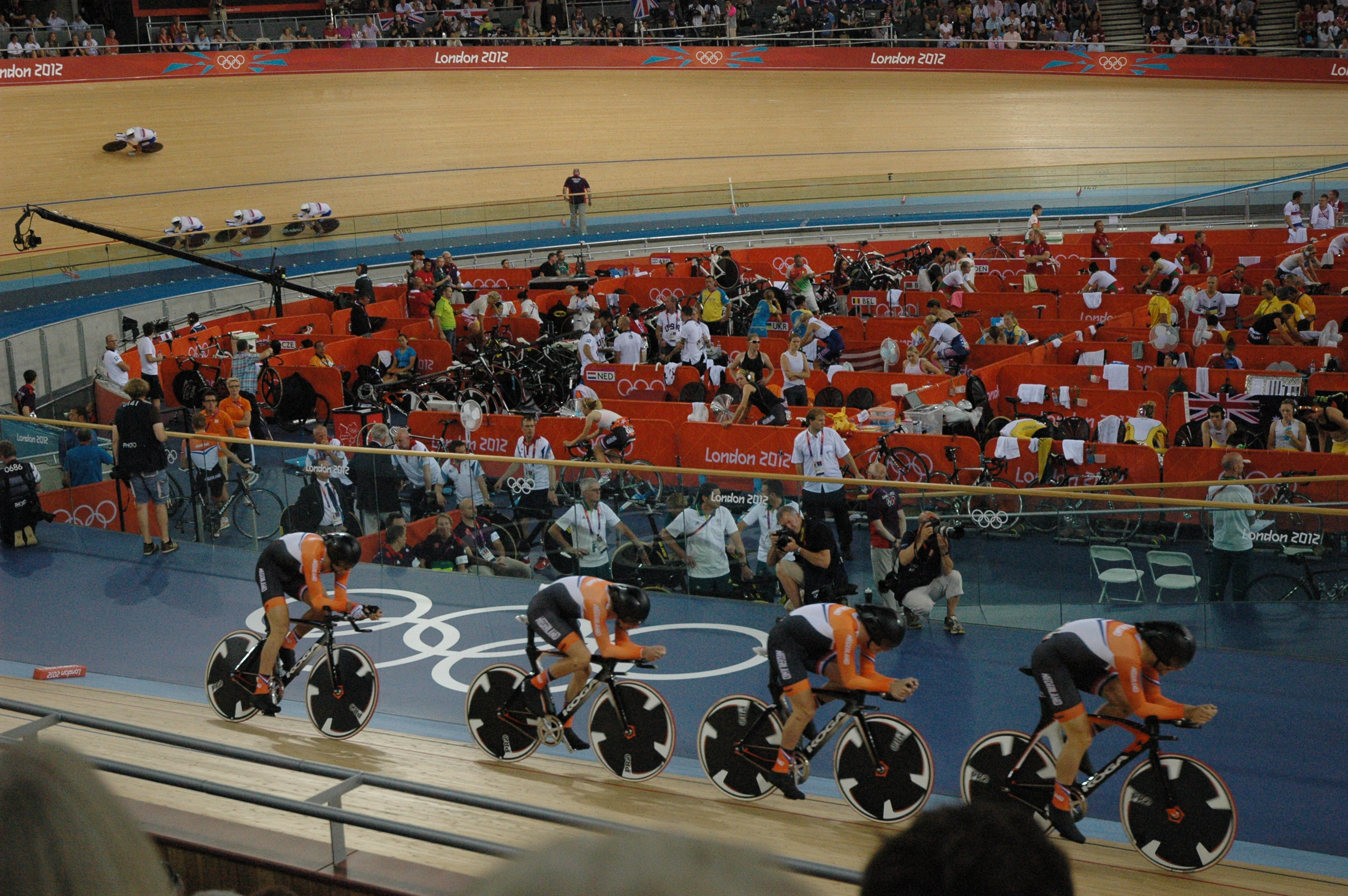
Equipe neerlandesa formada por Heimans, Huizenga, Stroetinga e Veldt.

Disputa pelo sétimo lugar
| Pos. | CON               | Ciclistas                                              | Resultado | Notas |
| ---- | ----------------- | ------------------------------------------------------ | --------- | ----- |
| 7    | NED Países Baixos | Levi Heimans Jenning Huizenga Wim Stroetinga Tim Veldt | 4:04.569  |       |
| 8    | COL Colômbia      | Edwin Ávila Arles Castro Kevin Ríos Weimar Roldán      | 4:04.772  |       |

Disputa pelo quinto lugar
| Pos. | CON           | Ciclistas                                                              | Resultado | Notas |
| ---- | ------------- | ---------------------------------------------------------------------- | --------- | ----- |
| 5    | DEN Dinamarca | Michael Mørkøv Mathias Møller Nielsen Rasmus Quaade Casper von Folsach | 4:02.671  |       |
| 6    | ESP Espanha   | Eloy Teruel Sebastián Mora David Muntaner Albert Torres                | 4:02.746  |       |

Disputa pelo bronze
| Pos.              | CON               | Ciclistas                                                 | Resultado | Notas |
| ----------------- | ----------------- | --------------------------------------------------------- | --------- | ----- |
| Medalha de bronze | NZL Nova Zelândia | Sam Bewley Marc Ryan Jesse Sergent Aaron Gate             | 3:55.952  |       |
| 4                 | RUS Rússia        | Evgeny Kovalev Ivan Kovalev Alexei Markov Alexander Serov | 3:58.282  |       |

Disputa pela ouro
| Pos.             | CON              | Ciclistas                                               | Resultado | Notas           |
| ---------------- | ---------------- | ------------------------------------------------------- | --------- | --------------- |
| Medalha de ouro  | GBR Grã-Bretanha | Ed Clancy Geraint Thomas Steven Burke Peter Kennaugh    | 3:51.659  | Recorde mundial |
| Medalha de prata | AUS Austrália    | Jack Bobridge Glenn O'Shea Rohan Dennis Michael Hepburn | 3:54.581  |                 |